# Sülchgauer Altertumsverein
Der Sülchgauer Altertumsverein gehört zu den ältesten Geschichtsvereinen in Baden-Württemberg. Er zählt knapp 500 Mitglieder und ist Mitglied im Arbeitskreis Heimatpflege im Regierungsbezirk Tübingen.
Der Verein, der seit der Eröffnung des Sumelocenna-Museums 1992 dessen Arbeit fördert, konnte im Jahr 2002 sein 150-jähriges Jubiläum begehen. Der Sülchgauer Altertumsverein e.V. (SAV) hat seinen Sitz in der Römer- und Bischofsstadt Rottenburg am Neckar.

## Gründung 1852
Die Bezeichnung „Altertumsverein“ ist eine Vokabel des 19. Jahrhunderts. Diese Vereinigungen von „Altertumsfreunden“ hatten sich die Erforschung und Erhaltung von historischen Zeugnissen und Denkmälern zum Ziel gesetzt. Mitglieder waren oft Pfarrer, Lehrer, Apotheker oder Ärzte. Unter dem Eindruck der patriotischen Welle der Freiheitskriege, der romantischen Hinwendung zum Mittelalter und fortgeschrittener geschichtswissenschaftlicher Methoden kam es seit den 1820er Jahren vermehrt zur Gründung von Altertumsvereinen. Bereits 1852 erfolgte der Zusammenschluss der lokalen Gesellschaften im Gesamtverein der Deutschen Geschichts- und Altertumsvereine. Im gleichen Jahr konstituierte sich auch in der württembergischen Oberamtsstadt Rottenburg am Neckar ein Altertumsverein. Im Dezember 1852 wurde durch den 38-jährigen Hans Carl Freiherr von Ow zu Wachendorf (1814–1882) im Zusammenwirken mit dem „rühmlich bekannten Forscher“ Ignaz von Jaumann der „Hohenberg'sche Altertumsverein zu Rottenburg a. N.“ ins Leben gerufen.
Im Gründungsaufruf, veröffentlicht in der „Schwäbischen Kronik“ vom 17. Dezember 1852 und später auch als Sonderdruck verbreitet, wurde als Zweck des Vereins genannt, „auf der stattlichen Alt-Rottenburg (Weilerburg genannt), insbesondere der verdienten Familie Hohenberg eine Denksäule in Gestalt eines Aussichtsthurmes mit geschichtlichen Inschriften etc. […] zu errichten.“ Dieser Turm sollte „mit einer Halle für die in hiesiger Gegend so reichlich sich vorfindenden Alterthümer“ verbunden werden. Der 74-jährige Domdekan von Jaumann, der seit 1814 in der Neckarstadt lebte, war als Erforscher des römischen Rottenburg hervorgetreten. Ein Zeitgenosse charakterisiert den – wie er ihn nennt – „Alterthümler“ Jaumann so: „Kein Fundament eines Hauses wurde angelegt, kein Keller gegraben, kein Brunnen ausgeteuft, kein Hügel aufgedeckt, ohne daß Herr Domdekan einen Forscherblick in den innern Schacht der Erde warf und nach römischen Alterthümern suchte“. Bei seinem Tode im Jahr 1862 in Rottenburg war noch keine geeignete „Ausstellungshalle“ vorhanden, so dass seine Funde wenige Wochen nach seinem Tod entsprechend der Verfügung des Domdekans in das „antiquarische Kabinet nach Stuttgart transferirt“ wurden. Motor des Hohenberg’schen Alterthumsvereins, der sich am Ende der 1860er Jahre in Sülchgauer Altertumsverein umbenannte, war Hans Carl Freiherr von Ow, der als Rittergutsbesitzer in Wachendorf lebte und zudem lange Jahre als Vorstand des Landwirtschaftlichen Bezirksvereins Rottenburg wirkte.

## Geschichte bis 1900
Am Ende der 1880er Jahre wollte Hans Otto Freiherr von Ow (1843–1921), der Sohn des Gründers und damals Vizevorstand, den Verein nicht nur räumlich ausdehnen, sondern den Geschichtsfreunden einen besseren Zugang zu den Quellen ermöglichen. Auf sein Bestreben hin beschloss die Vereinsversammlung 1889 einen Antrag zu stellen, mit dem die württembergische Regierung aufgefordert wurde, „diejenigen Einrichtungen zu treffen, die eine bessere Verwertung des in den Archiven aufgestapelten Aktenmaterials für die Lokalforschung und Lokalgeschichte ermöglichen“. In dem Gesuch an das Ministerium wurde dieses gebeten, „es möchte im Interesse unserer vaterländischen Geschichtskunde, speziell auch der Geschichtskunde am oberen Neckar, […] Einleitung dahin getroffen werden, daß durch baldige Erstellung geordneter Repertorien, bzw. Regesten, die Benützung und Erforschung der noch ungesichteten und unbearbeiteten Schätze alter Urkunden des K. Staatsarchivs (z. B. des ehemaligen Archivs des Stifts Moritz) erleichtert und gefördert werde.“ Am 12. April 1889 fanden in der württembergischen Abgeordnetenkammer Etat-Beratungen statt. SAV-Vorsitzender Richard von Rieß (1823–1898), Vertreter des Rottenburger Domkapitels in der Kammer, trug erneut den Wunsch des SAV nach rascherer Erschließung der Archivbestände der neuwürttembergischen Landesteile vor. Der ritterschaftliche Abgeordnete Freiherr von Ow unterstützte dieses Votum seines Vorstandskollegen. In der anschließenden Debatte wurde auch die Frage der Gründung einer „historischen Kommission“ angesprochen. Dieser Punkt war bereits in der Antwort des K. Haus- und Staatsarchivs auf die Anfrage des SAV thematisiert worden: „Würde nämlich eine solche Kommission wirklich zustande kommen, so wäre dem Sülchgauverein leicht Gelegenheit geboten, als eines der zu behandelnden Themata die Bearbeitung und Veröffentlichung der Dokumente am oberen Neckar durch eine der auf Kosten der Kommission arbeitenden Persönlichkeit in Anregung zu bringen.“ Zwei Jahre später, durch Erlass vom 23. Juli 1891, wurde die „Württembergische Kommission für Landesgeschichte“ ins Leben gerufen, welche die Aufgabe hatte, „die Kenntnis der Geschichte des Königlichen Hauses und des Württembergischen Landes zu fördern“. Die vier großen Geschichtsvereine – (Schwäbisch) Hall, Ulm, Stuttgart und Rottenburg – konnten je einen Vertreter in die Kommission entsenden.

### Bewahrung des römischen Erbes
Die antiken „Altertümer“ aus der Zeit des römischen Rottenburg, die der Verein seit der Mitte des 19. Jahrhunderts angesammelt und bewahrt hat, bilden heute den Grundstock des Sumelocenna-Museums in memoriam Josef Eberle. Interesse an archäologischen Objekten hatte der Sülchgauer Altertumsverein seit seiner Gründung. Nach dem Tode von Domdekan v. Jaumann 1862 gab es zunächst niemand mehr, der sein Erbe weiterführte und die zufällig zutage tretenden Befunde registrierte. Stadtbaumeister Pfletschinger sammelte zwar Funde, jedoch ohne genaue Beobachtung der Fundsituation. Erst mit der Niederlassung von Franz Paradeis (1860–1936) in Rottenburg zu Beginn der 1890er Jahre hatte der Verein wieder einen Forscher gefunden, der als Kustos zugleich für das Sülchgau-Museum in der Zehntscheuer verantwortlich war. Seit 1903 haben die Vereinssammlungen hier ihr Domizil. Der Verein finanzierte die von Franz Paradeis durchgeführten Untersuchungen, die Funde kamen in die Sammlung. Schwerpunkte seiner Ausgrabungstätigkeit waren die römischen Bäder, die Befunde im Landesgefängnis, die Töpferöfen im römischen „Gewerbeviertel“ sowie weitere Gräber- und Siedlungsfunde.

## Geschichte nach 1900
Mit Domkapitular Johann Baptist Sproll (1870–1949) stand seit Sommer 1913 ein ausgewiesener Historiker an der Spitze des Vereins. Der Theologe war zudem bereits seit 1905 außerordentliches Mitglied der Württembergischen Kommission für Landesgeschichte. Sproll hatte 1898 an der Universität Tübingen mit dem rechtsgeschichtlichen Thema „Das St. Georgenstift in Tübingen und sein Verhältnis zur Universität in dem Zeitraum von 1476–1534“ promoviert. Der spätere Generalvikar stand bis 1928 an der Spitze des SAV, bereits am 14. Juni 1927 war er vom Domkapitel zum neuen Bischof der Diözese Rottenburg gewählt worden. Seine Nachfolge trat der neue Generalvikar Max Kottmann (1867–1948) an.
Alte und neue Rottenburger Krippen
Die Krippenschauen in der Zehntscheuer zogen seit Mitte der 1980er Jahre alljährlich Tausende von Besuchern aus nah und fern an. In und um Rottenburg am Neckar hat das Krippenbauen und Krippenaufstellen sowohl in Kirchen und Kapellen als auch in privaten Häusern eine lange Tradition. Während es seit alters her Brauch ist, zur Weihnachtszeit die Krippen in Kirchen und Kapellen zu besuchen, blieb hier in der Gegend das Krippenschauen in Privathäusern die Ausnahme. Drei Meisterwerke des Krippenbaus – Altstadtkrippe, Kalkweiler Krippe und „Dodereskripple“ – sind in der Zeit zwischen 1750 und 1870 entstanden und werden nunmehr jährlich im Sülchgau-Museum ausgestellt.
Sülchgau
Was auf den Außenstehenden etwas „tümelnd“ wirkt, die Bezeichnungen „Sülchgau“ und „Altertum“ im Vereinsnamen, scheint in der heutigen schnelllebigen Zeit von Vorteil zu sein: Zum einen als Markenzeichen, zum anderen zeigen sie, dass die Grenzen des historischen Interesses nicht durch die Stadtgrenzen eingeengt werden, sondern mit dem einst alamannischen Sülchgau die weitere Umgegend mit einschließen. In seinen halbjährlich erscheinenden Programmen werden neben Vorträgen auch teils mehrtägige Exkursionen angeboten – zu bedeutenden Stätten der Region und weit darüber hinaus. Die seit 1957 erscheinende Zeitschrift „Der Sülchgau“ enthält in Aufsatz- und Themenbänden archäologische, heimatkundliche und historische Beiträge. Die Vereinsbibliothek befindet sich wie das Sülchgau-Museum in der ehemals vorderösterreichischen Rottenburger Zehntscheuer (Bahnhofstraße 16).